# Powszechna Encyklopedia Filozofii
Powszechna Encyklopedia Filozofii (PEF) – polska encyklopedia specjalistyczna wydana w dziesięciu tomach w latach 2000–2009 w Lublinie przez Polskie Towarzystwo Tomasza z Akwinu.
Jej inicjatorem był o. Mieczysław Albert Krąpiec, profesor Katolickiego Uniwersytetu Lubelskiego. Redaktorem naczelnym był ks. Andrzej Maryniarczyk, a wśród autorów znaleźli się zarówno polscy, jak i zagraniczni filozofowie.

## Opis
Założeniem, leżącym u podstaw koncepcji PEF, jest teza, że filozofia zajmuje się najdonioślejszymi zagadnieniami w kulturze (definicją samej istoty świata: bytu i istnienia, człowieka (z różnych perspektyw), Boga, relacji międzyludzkich, poznania, prawdy, dobra, piękna itp.). Istotą filozofii jest stałe, ponowne dyskutowanie tych podstawowych zagadnień, włączanie odkrywanych prawd w nowy kontekst i czerpanie z nich natchnienia przy interpretacji problemów doświadczenia codziennego. Bez filozofii żadna kultura narodowa nie może się w pełni rozwijać.
Encyklopedia pomyślana jest jako encyklopedia polska, a zarazem powszechna. Dlatego z jednej strony szczególne miejsce zajmują w PEF filozofowie polscy oraz wpływ filozofii na kulturę polską (literaturę, sztukę), o czym trudno znaleźć informacje w zachodnich czy międzynarodowych encyklopediach filozoficznych. Z drugiej strony, jako encyklopedia „powszechna”, stara się nie pomijać żadnego istotnego przejawu refleksji filozoficznej obecnego w dziejach ludzkości, bez względu na to, w której cywilizacji wystąpił. Dlatego w PEF znaleźć można artykuły dotyczące historii, problemów, pojęć, autorów i tekstów filozofii indyjskiej, chińskiej, tybetańskiej, wietnamskiej, koreańskiej, japońskiej czy malajo-indonezyjskiej, afrykańskiej etnofilozofii, myśli staroegipskiej, inkaskiej czy azteckiej, o jakich niekiedy trudno znaleźć informację nawet w najlepszych zachodnich encyklopediach filozoficznych (zwłaszcza zebranych w jednym miejscu). Jak każda encyklopedia, PEF też nie jest bez wad – liczba tych ostatnich haseł (i ich proporcja do pozostałych) drastycznie spada od litery M.
Wszystkie artykuły i hasła w PEF są artykułami autorskimi – respektuje się punkt widzenia autora artykułu. Filozof w sprawach filozoficznie doniosłych, a przez to niejednokrotnie kontrowersyjnych, musi zająć stanowisko własne. Każda encyklopedia filozoficzna na świecie reprezentuje stanowisko kierunku filozoficznego czy nurtu myśli, do jakiej należą jej autorzy i zespół redakcyjny. Najczęściej odbywa się to w ten sposób, że po przedstawieniu stanowisk różnych myślicieli na temat danego problemu filozoficznego siłą rzeczy następuje zajęcie stanowiska własnego wobec omawianego problemu.
Zamiast neutralnego, w PEF przyjmuje się punkt widzenia obiektywny, albo realistyczny, czyli odwołujący się do rzeczy – do bytu. Taki punkt widzenia reprezentuje filozofia nurtu arystotelowsko-tomistycznego. Encyklopedia prezentuje przede wszystkim dorobek Lubelskiej Szkoły Filozoficznej w dziedzinie metafizyki, teorii poznania, etyki, historii filozofii, estetyki, logiki i ogólnej metodologii nauk i innych nauk filozoficznych.

## Tomy
Encyklopedię wydało Polskie Towarzystwo św. Tomasza z Akwinu (Società Internazionale San Tommaso d’Aquino), oddział w Lublinie w latach 2000–2009.
Ukazały się:
- t. 1. (2000): A-B (Abélard, Pierre – byt konieczny), s. 799, ISBN 83-914431-1-6.
- t. 2. (2001): C-D (Cabanis, Pierre Jean Georges – dżinizm), s. 837, ISBN 83-914431-4-0.
- t. 3. (2002): E-Gn (Ebbinghaus, Hermann – gnozeologia), s. 829, ISBN 83-914431-8-3.
- t. 4. (2003): Go-Iq (Gobineau, Joseph Arthur de – Iqbāl, Muḥammad), s. 932, ISBN 83-918800-1-X.
- t. 5. (2004): Ir-Ko (Ireneusz z Lyonu – Kozłowski, Władysław Mieczysław), s. 934, ISBN 83-918800-7-9.
- t. 6. (2005): Kr-Mc (Kraft, Julius(inne języki) – McTaggart, John McTaggart Ellis(inne języki)), s. 980, ISBN 83-60144-05-2.
- t. 7. (2006): Me-Pań (Mead, Georg Herbert – państwo), s. 996, ISBN 83-60144-30-3.
- t. 8. (2007): Pap-Sc (Pap, Arthur(inne języki) – scjentyzm), s. 995, ISBN 978-83-60144-06-0.
- t. 9. (2008): Se-Ż ([ Sebastian Petrycy – tylko odsyłacz]; Secrétan, Charles(inne języki) – żywioły), s. 1009, ISBN 978-83-60144-17-6.
- t. 10. (2009): Suplement, s. 975, ISBN 978-83-60144-27-5.

Na końcu każdego tomu zawarte są wykazy skrótów, wskazówki o transkrypcji pism oraz inne uwagi dla czytelnika.
Całość – t. 1-10 (2000-2009), nosi numer ISBN 978-83-91443-10-1 (set).

### Suplement
Tom 10, oprócz artykułów uzupełniających artykuły zawarte w tomach 1-9 (s. 15–478), zawiera też:
- listy haseł: alfabetyczną listę haseł (s. 479–509), listę haseł z filozofii polskiej (s. 510–514), listę haseł z filozofii wschodnich (s. 514–516), listę haseł z filozofii islamskiej i żydowskiej (s. 517–519), listę haseł problemowych według dziedzin (s. 519–524), listę autorów haseł (s. 525–529);
- słowniki-indeksy wraz z nagłówkami: słownik-indeks filozofów (s. 531–716), słownik-indeks problemów (s. 717–813);
- słowniki podstawowych terminów filozoficznych: arabskich (s. 815–818), chińskich (s. 819–823), greckich (s. 825–834), japońskich (s. 835–838), łacińskich (s. 839–847) oraz sanskryckich i palijskich (s. 849–861);
- objaśnienia i komentarze (s. 863–962) – czyli artykuły programowe;
- wskazówki dla czytelników (s. 963–975).

## Krytyka
Piotr Osęka skrytykował encyklopedię, przedstawiając ją m.in. jako "tropienie wrogów Kościoła" oraz "symbol intelektualnej miałkości środowiska walczącego dzisiaj z <<lewicowo-liberalną dyktaturą na uniwersytetach>>".